# T. F. Callahan
Timothy F. Callahan (* 1. März 1856 in Lewiston, Maine; † 22. Oktober 1934, ebenda) war ein US-amerikanischer Geschäftsmann und Politiker, der von 1913 bis 1915 Maine State Auditor war.

## Leben
T. F. Callahan wurde als Sohn von John Callahan und Margaret Murphy in Lewiston, Maine geboren. Dort betrieb er gemeinsam mit seinem Bruder Eugene Callahan im Callahan Block ein Kaufhaus, in dem Hüte, Mäntel und weiterer Herrenbedarf geführt wurde. Zudem war er als Immobilienmakler und Versicherungsagent tätig.
Als Mitglied der Republikanischen Partei war er von 1883 bis 1886 Mitglied des City Councils von Lewiston, von 1885 bis 1891 war er der Water Commissioner von Lewiston und er gehörte von 1885 bis 1891 der 62. Legislaturperiode des Repräsentantenhauses von Maine an. City Treasurer von Lewiston war er von 1894 bis 1904 und Treasurer der Maine State Fair von 1907 bis 1921. Als Direktor des C.M.G. Hospitals fungierte er im Jahr 1905 und im selben Jahr war er Trustee der People’s Savings Bank. Von 1913 bis 1915 war er Maine State Auditor. Delegierter der National Versammlung der Republikanischen Partei von Maine war er in den Jahren 1920, 1924 und 1928.
T. F. Callahan heiratete im Jahr 1885 Mary E. McVay. Sie hatten drei Kinder. Er starb am 22. Oktober 1934 in Lewiston, Maine. Sein Grab befindet sich auf dem Mount Hope Cemetery in Lewiston, Maine.